# 尼日利亚镑
尼日利亚镑是1907年至1973年间尼日利亚的货币。在1958年前，尼日利亚使用英属西非镑，之后才发行自己的货币。尼日利亚镑的辅币单位有先令和便士，1镑=20先令，1先令=12便士。尼日利亚镑与英镑等值，可自由兑换。1973年，尼日利亚开始发行一种新的十进制货币尼日利亚奈拉以取代尼日利亚镑的地位，兑换比率为1镑=2奈拉。这使得尼日利亚成为最后一个放弃镑-先令-便士货币体系的国家。

## 历史
19世纪，英镑成为英国西非领土的货币，标准发行的英国硬币亦在此流通。这些西非领土包括尼日利亚、黄金海岸（现在的加纳）、塞拉利昂和冈比亚。直到1912年，由于种种问题，伦敦当局成立了西非货币委员会，并发行英属西非镑供英属西非使用。
1958年，尼日利亚镑正式取代英属西非镑的地位，兑换比率为1:1。

## 硬币
尼日利亚镑硬币于1959年发行，面额有½便士、1便士、3便士、6便士、1先令和2先令。½便士和1便士硬币是带孔的青铜币。3便士硬币采用镍黄铜铸造，是英国、斐济和泽西岛特有的十二面3便士硬币的缩小版本。更高面额的硬币是用铜镍合金铸造的。

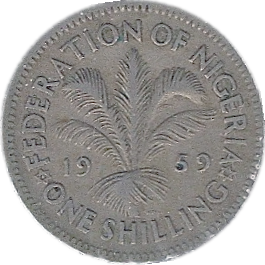
1尼日利亚先令硬币

## 纸币
1918年，殖民地政府发行了面额为1先令、10先令和20先令的紧急钞票。1959年，尼日利亚中央银行推出了面额为5先令、10先令、1镑和5镑的纸币。1958年、1967年和1968年分别发行了三套纸币。

## 引用
1. ↑  Central Bank of Nigeria. .   [8 May 2017]. （原始内容存档于2016-06-16）.
2. ↑  Central Bank of Nigeria. .   [8 May 2017]. （原始内容存档于2021-09-09）.
3. ↑  "The West African Currency Board - Some Notes with a Nigerian Bias" by Bob Maddocks in Cameo, Journal of the West Africa Study Circle, Vol. 13, No. 2, June 2012, pp. 106-108.
4. ↑  .   [2021-09-23]. （原始内容存档于2005-07-20）.
5. ↑  Central Bank of Nigeria （页面存档备份，存于） Retrieved 8 May 2017